# Cycloptilum bidens
Cycloptilum bidens is een rechtvleugelig insect uit de familie Mogoplistidae. De wetenschappelijke naam van deze soort is voor het eerst geldig gepubliceerd in 1931 door Hebard.